# Fred Hartman Bridge
Die Fred Hartman Bridge überbrückt den Houston Ship Channel zwischen den Orten Baytown und La Porte in Harris County, Texas, USA. Sie führt den achtspurigen State Highway 146 über den Kanal und ist gleichzeitig die letzte Brücke über den Kanal vor der Trinity Bay und dem Golf von Mexiko.
Die Brücke ersetzt den 1953 eröffneten zweispurigen Baytown Tunnel, der 1995 nach der Fertigstellung der Brücke geschlossen und beseitigt wurde, um Raum für die Vertiefung des Houston Ship Channel auf 13,7 m zu schaffen.
Die Fred Hartman Bridge hat eine Durchfahrtshöhe von 54,8 m (178 ft) und ist damit rund einen Meter höher als die Sam Houston Ship Channel Bridge.
Sie besteht aus zwei nebeneinanderstehenden zweihüftigen und 674,8 m langen Schrägseilbrücken, die jeweils eine der vierspurigen und 23,77 m (78 ft) breiten Richtungsfahrbahnen tragen. Die Spannweiten der Hauptöffnungen betragen 381 m (1250 ft), die der Nebenöffnungen 146,9 m.
Die zwei rautenförmigen Pylonpaare aus Stahlbeton sind 129,84 m (426 ft) hoch und überragen die Fahrbahn um 81 m.  Ihre Arme verschmelzen an den Berührungspunkten der Rauten. Die Arme haben rechteckige Hohlquerschnitte von 2,13 m in Querrichtung und 7,30 m in Längsrichtung.
Die im Fächersystem angeordneten Seile verlaufen in PE-Rohren und wurden mit Mörtel verpresst. Die Rohre sind mit einem UV-beständigen gelben Klebeband umwickelt.
Der Überbau ist eine Verbundkonstruktion aus zwei äußeren stählernen Längsträgern und regelmäßigen Querträgern. Der Stahl kam aus Mexiko, Südafrika und Texas, was zu erheblichen Verzögerungen führte. Die Stahlträger sind verschraubt, da in den USA Schweißen auf Baustellen zumindest damals nicht üblich war. Auf den Stahlträgern wurden 20 cm starke Beton-Fertigteilplatten befestigt und in den Fugen vermörtelt. Darauf wurde eine 10 cm starke Verschleiß- und Schutzschicht aufgebracht, da die Brücke von vielen mit Chemikalien beladenen Lkw befahren wird.
Die Rampenbrücken bestehen aus vorgefertigten Spannbetonbalken. Das gesamte Bauwerk ist 4185 m lang.
Die Brücke wurde am 27. September 1995 eröffnet.
Die als Alternative vom Unternehmer angebotene Verbundkonstruktion wurde von Greiner, Inc. zusammen mit Leonhardt, Andrä und Partner entworfen. Dabei wurde eine Windgeschwindigkeit von 50 m/s (180 km/h) zugrunde gelegt. Die Brücke hat seitdem mehrere Hurrikane schadlos überstanden.